# Krün
Krün is een gemeente in het district Opper-Beieren van Garmisch-Partenkirchen. Het behoort tot de regio Werdenfelser Land. Een paar kilometer ten zuiden van het dorp loopt de Duits-Oostenrijkse grens.
Het dorp vormt samen met Mittenwald en Wallgau het toeristisch netwerk Alpenwelt Karwendel die de regio promoot als vakantiegebied. Het is een uitgangspunt voor sportieve en recreatieve activiteiten zoals wandelen en langlaufen.
Krün was in 2015 gastheer van de G7-bijeenkomst. Deze vond plaats op 7 en 8 juni 2015 in Schloss Elmau. In het kader van de G7 bezocht de Amerikaanse president Barack Obama het dorp samen met bondskanselier Angela Merkel en haar man. Zij genoten een Beiers ontbijt en muziek en spraken met de bewoners.

## Geografie
Krün ligt in de bovenloop van de Isar, op ongeveer 100 kilometer ten zuiden van München en 15 kilometer ten oosten van Garmisch-Partenkirchen. Het ligt op 6 kilometer ten noorden van Mittenwald en 2 kilometer ten zuiden van Wallgau.
In het oosten liggen de Soiern-bergen met de Soiernspitze (2257 m. hoog) en de Schöttlkarspitze (2050 m), Seinskopf (1961 m) en de Signalkopf (1895 m). In het zuidoosten, voorbij Mittenwald, ligt het Karwendelgebergte. In het zuidwesten domineert het Wettersteingebergte het landschap. Hierin ligt de hoogste Duitse berg, de Zugspitze (2962 m) en de kenmerkende Alpspitze (2628 m). In het noordwesten liggen de minder hoge Esterbergen; hier is wel het hoogste punt van het dorp, de berg Klaffen (1829 m).
Aan de oostkant van Krün stroomt de Isar eerst in noordelijke richting. Een afvoerkanaal naar de Walchensee en de bijbehorende waterkrachtcentrale loopt door Krün in de richting van Wallgau.

## Geschiedenis
Krün werd voor het eerst genoemd in 1294 met twee boerderijen die behoren tot de benedictijner abdij van  Benediktbeuern. In 1491 verkocht het klooster het dorp met nu vier boerderijen aan het bisdom van Freising. Sinds de Reichsdeputationshauptschluss maakt Krün deel uit van het electoraat van Beieren. Het dorp maakte tot 1803 deel uit van de vroegere Graafschap Werdenfels. In de loop van de administratieve hervormingen in het Koninkrijk Beieren werd de hedendaagse gemeente gevormd.

## Wapenschild
Het wapenschild toont een gouden mijter op een rode achtergrond met een zilveren boothaak en een zilveren staf diagonaal gekruist. De kleuren rood, goud en zilver zijn de twee geestelijke heerlijkheden van het klooster Benediktbeuern (rood en zilver) en het bisdom van Freising (rood en goud), evenals de politieke gezindheid van de voormalige provincie van Werdenfels. De mijter symboliseert ook de heerschappij van Freising, de staf de heerschappij van Benediktbeuern. De boothaak duidt op het belang van het houtvlotten voor het dorp en de economische ontwikkeling in de afgelopen eeuwen.

## Economie en infrastructuur
Net als in de hele regio is het toerisme de belangrijkste bedrijfstak in Krün. In 2013 is door 51 logiesverstrekkende bedrijven in totaal 1379 gasten bedden aangeboden (inclusief camping), en vonden er 366.000 overnachtingen plaats. In particuliere huizen waren er bovendien 120.000 overnachtingen.

### Verkeer
Krün ligt bij de Deutsche Alpenstrasse. De regionale weg No. 11 loopt in noordelijke richting via Wallgau en Walchensee naar Kochel am See.
Door officiële busroutes en het spoorwegnet van de Deutsche Bahn, is de locatie goed bereikbaar met het openbaar vervoer. De spoorlijn van München naar Innsbruck passeert het gemeentelijke station in het dorp Klais op 4 km van Krün.
Voor vakantiegangers is er ook een busnetwerk dat kan worden gebruikt met de gastenkaart van de vakantieregio. De bussen komen nabij enkele wandelroutes in de zomer en ski-resorts en cross-country ski-pistes in de winter.

## Meren
In de nabijheid van Krün zijn er verschillende kleine meren, zoals de Barmsee, Geroldsee, Grubsee en Tennsee. Aan de zuidkant van het dorp is een kunstmatig meer van de rivier Isar. Van hier gaat een kanaal naar de Walchensee in verband met de waterkrachtcentrale.

## Toeristische attracties en gebouwen
- Historisch district Klais
- Rococokerk St. Sebastian in Krün (gebouwd 1760)[8]
- Kapel Maria Rast[9]
- Slot Elmau
- Slot Kranzbach

Bad Bayersoien ·
Bad Kohlgrub ·
Eschenlohe ·
Ettal ·
Farchant ·
Garmisch-Partenkirchen ·
Grainau ·
Großweil ·
Krün ·
Mittenwald ·
Murnau a.Staffelsee ·
Oberammergau ·
Oberau ·
Ohlstadt ·
Riegsee ·
Saulgrub ·
Schwaigen ·
Seehausen a.Staffelsee ·
Spatzenhausen ·
Uffing a.Staffelsee ·
Unterammergau ·
Wallgau
Gemeentevrij gebied: Ettaler Forst